# Fischheber

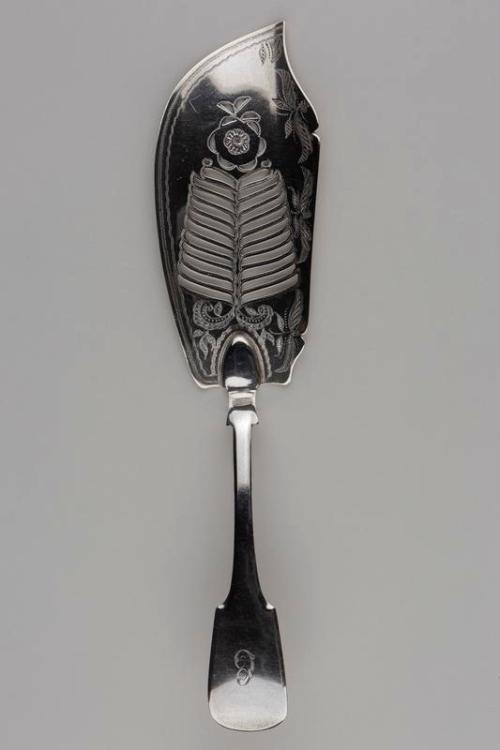
Fischheber als Besteck

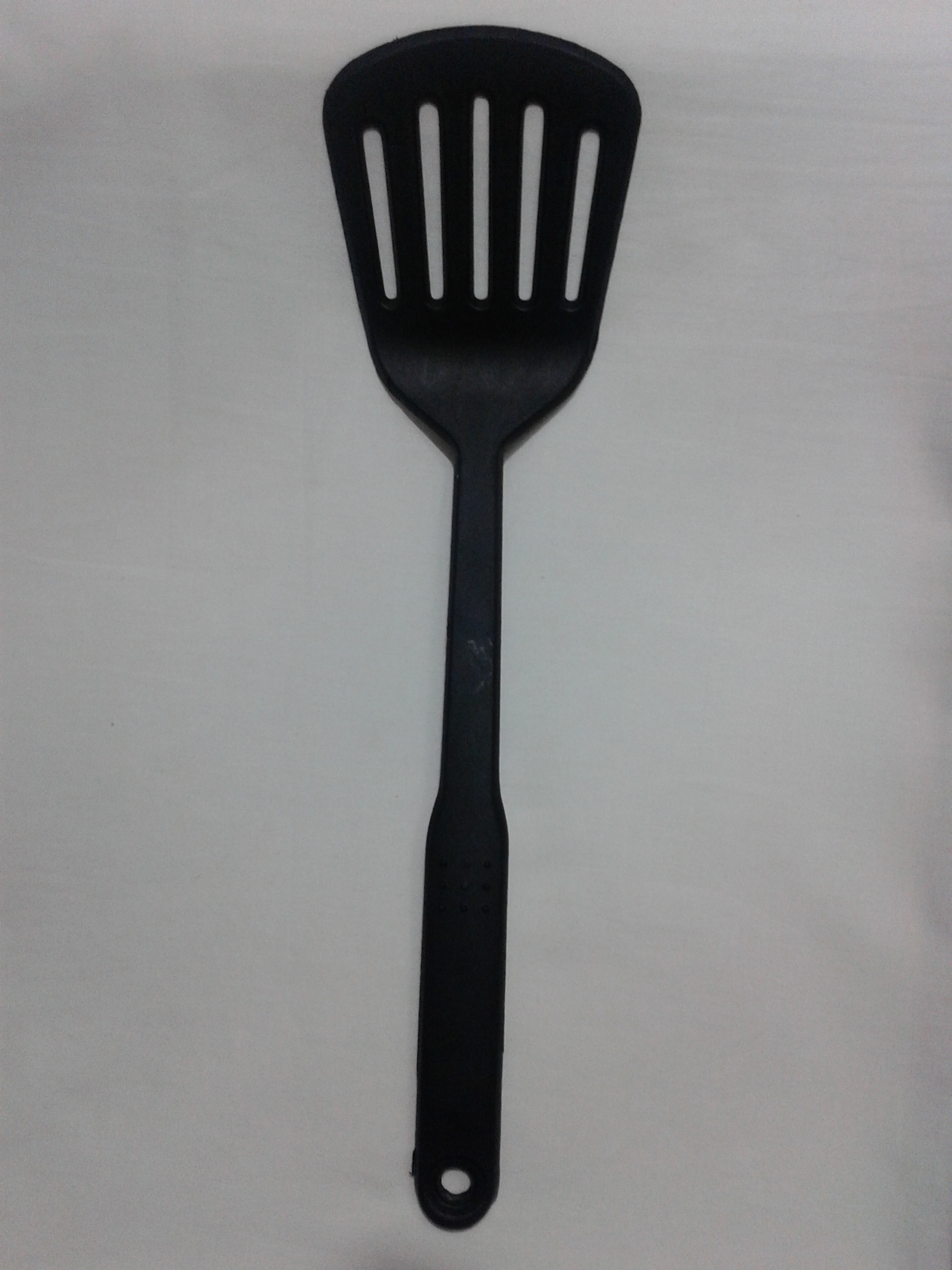
Fischheber als Küchengerät

Ein Fischheber ist ein Küchengerät und Teil von Essbestecks bzw. Vorlagebestecks.
Es handelt sich um eine flache, nicht gewölbte, Schaufel mit abgesenktem Blatt. Zum schnellen Abtropfen von Fett wird das Blatt mit Löchern oder Schlitzen durchbrochen. Die Ecken sind abgerundet, um Beschädigungen der Fische bzw. des Bratguts zu verhindern. Die Form des Stils ist vielfältig, entsprechend der Arbeitshöhe, Arbeitsweise oder Tradition. Als Küchengerät wird es teilweise auch Fischbackschaufel genannt, was sich auf das Backen in heißem Fett (Frittieren) bezieht.
Schmale Varianten werden auch als Pfannenwender (in der Regel ohne abgerundete Ecken) bezeichnet, breite Varianten entsprechend der Verwendung auch als Spargelheber.